# Биелина (регион)
Биелина (серб. Регија Бијељина) — один из 6 регионов в Республике Сербской, входящей в Боснию и Герцеговину.

## География
Регион Биелина расположен на северо-востоке страны. Административным центром региона является город Биелина.
Состоит из 12 общин (серб. општина):
- Биелина — г. Биелина (серб. Бијељина),
- Углевик — г. Углевик (серб. Угљевик),
- Лопаре — г. Лопаре,
- Дони-Жабар — с. Дони-Жабар (серб. Доњи Жабар) — отделён территорией округа Брчко,
- Пелагичево — г. Пелагичево (серб. Пелагићево) — отделён территорией округа Брчко,
- Зворник — г. Зворник — входит в субрегион (серб. субрегија) Зворник,
- Осмаци — с. Осмаци — входит в субрегион (серб. субрегија) Зворник,
- Шековичи — г. Шековичи (серб. Шековићи) — входит в субрегион (серб. субрегија) Зворник,
- Власеница — г. Власеница — входит в субрегион (серб. субрегија) Зворник,
- Миличи — г. Миличи (серб. Милићи) — входит в субрегион (серб. субрегија) Зворник,
- Братунац — г. Братунац — входит в субрегион (серб. субрегија) Зворник,
- Сребреница — г. Сребреница — входит в субрегион (серб. субрегија) Зворник.

Окружному суду в г. Добой подчинены 2 отделённые территорией округа Брчко общины Дони-Жабар и Пелагичево.
Помимо этого, выделяется Добойско-Биелинский регион (серб. Добојско-бијељинска регија), к которому (помимо всех 8-ми общин региона Добой) относят также 3 общины региона Биелина (Биелина, Углевик, Лопаре) и сам округ Брчко.

## Население
| община     | серб.      | 1991 г. | 2013 г. | входит в          | центр (город) | 1991 г. | 2013 г. |
| ---------- | ---------- | ------- | ------- | ----------------- | ------------- | ------- | ------- |
| Биелина    | Бијељина   | 96988   | 114663  |                   | г. Биелина    | 36414   | 55291   |
| Дони-Жабар | Доњи Жабар | 4216    | 4043    |                   | с. Дони-Жабар | 1420    | 1297    |
| Лопаре     | Лопаре     | 19917   | 16568   |                   | г. Лопаре     | 2265    | 2744    |
| Пелагичево | Пелагићево | 14805   | 7332    |                   | г. Пелагичево | 3069    | 2796    |
| Углевик    | Угљевик    | 17807   | 16538   |                   | г. Углевик    | 2981    | 4155    |
| Зворник    | Зворник    | 67795   | 63686   | субрегион Зворник | г. Зворник    | 14584   | 12674   |
| Братунац   | Братунац   | 33619   | 21619   | субрегион Зворник | г. Братунац   | 7695    | 8359    |
| Власеница  | Власеница  | 17904   | 12349   | субрегион Зворник | г. Власеница  | 7909    | 7228    |
| Миличи     | Милићи     | 16038   | 12272   | субрегион Зворник | г. Миличи     | 2414    | 2368    |
| Осмаци     | Осмаци     | 7468    | 6172    | субрегион Зворник | с. Осмаци     | 948     | 1029    |
| Сребреница | Сребреница | 36666   | 15242   | субрегион Зворник | г. Сребреница | 5746    | 2607    |
| Шековичи   | Шековићи   | 9742    | 7771    | субрегион Зворник | г. Шековичи   | 1735    | 1519    |
| всего      |            | 342965  | 298255  |                   |               |         |         |